# Henrique VI, Parte 1

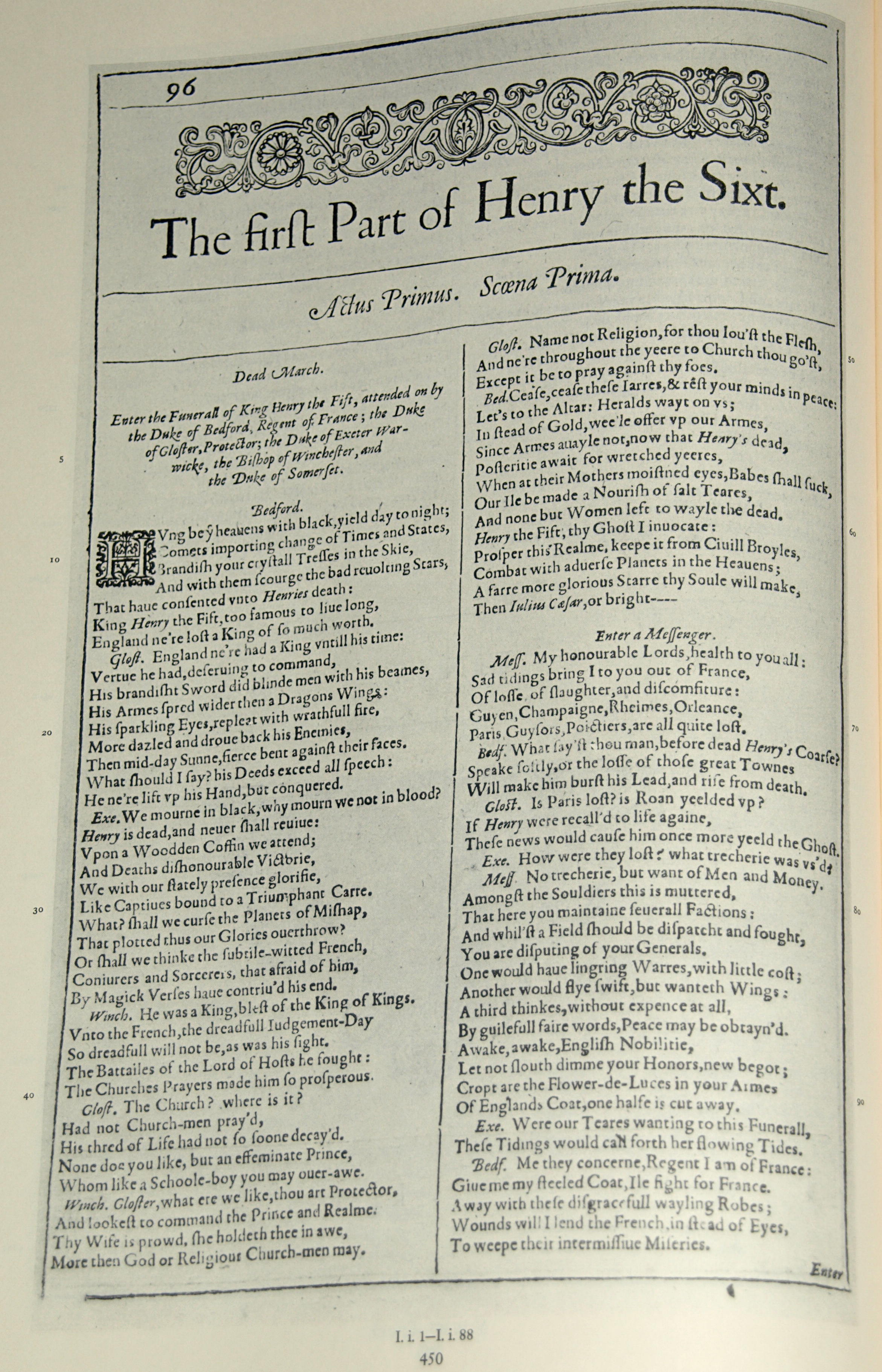
Fotografia da primeira página de Henry, the Sixth Part One) da First Folio, publicado em 1623.

Henrique VI, Parte 1 (no original, The First Part of King Henry the Sixth) é uma peça teatral de William Shakespeare, do gênero drama histórico, que acredita-se tenha sido escrita aproximadamente entre 1588 e 1590. 